# 그을린 사랑
《그을린 사랑》(프랑스어: Incendies)는 2010년 공개된 캐나다의 미스터리 드라마 영화이며, 드니 빌뇌브가 감독과 각본을 맡았다. 와이디 무아와드의 동명의 희곡을 각색했고, 루브나 아자발, 멜리사 데조르모풀랭, 막심 고데트, 레미 지라르등이 출연했다.
줄거리는 피비린내 나는 내전의 역사와 관련된 어머니의 과거를 밝히기 위해 중동에 있는 어머니의 모국을 찾아가는 캐나다인 쌍둥이에 관한 내용을 담고 있다. 이들이 찾아간 나라의 이름은 언급되지 않지만, 영화의 사건들은 레바논 내전과 특히 수감자 소하 베차라의 이야기에서 많은 영향을 받았다. 영화는 대부분 몬트리올에서 촬영됐고, 요르단에서 며칠 촬영하기도 했다.
2010년 9월에 베네치아와 토론토 국제 영화제에서 첫 공개됐고 2010년 9월 17일 퀘백에서 개봉했다. 캐나다와 퀘백, 전세계에서 비평적 극찬을 받았고 여러 상들을 수상했다. 2011년에는 아카데미 외국어 영화상 후보에 오르기도 했다. 지니상에서는 최우수 작품상을 포함해 8개 상을 수상했다.

## 출연
- 루브나 아자발 - 나왈 마르완
- 멜리사 데조르모풀랭 - 잔 마르완
- 막심 고데트 - 시몽 마르완
- 레미 지라르 - 장 르벨
- 압델자푸르 엘라지즈 (Abdelghafour Elaaziz) - 아부 타레크/니하드 "니하드 드 메이" 하르마니
- 알랭 알트망 (Allen Altman) - 노타리 마다드
- 모하메드 마이드 (Mohamed Majd) - 샴세딘
- 나빌 사왈라 (Nabil Sawalha) - 파힘
- 바야 베랄 (Baya Belal) - 마이카
- 바대르 알라미 (Bader Alami) - 니콜라
- 카림 바빈 (Karim Babin) - 샴세딘의 경호원
- 앙토니 에클리시 (Anthony Ecclissi) - 라이프가드
- 조이스 레이 (Joyce Raie) - 학생 언론인
- 유세프 시에하트 (Yousef Shweihat) - 샤리프 Sharif
- 셀린 술리에 (Celine Soulier) - 프랑스 언론인
- 메르 카라카시안 (Mher Karakashian) - 샴세딘의 도우미